# Acanthocyclops strimonis
Acanthocyclops strimonis is een eenoogkreeftjessoort uit de familie van de Cyclopidae. De wetenschappelijke naam van de soort is voor het eerst geldig gepubliceerd in 1994 door Pandourski.